# Interruttore miniaturizzato a scatto
Un interruttore a scatto miniaturizzato (spesso noto come microinterruttore o microswitch) è un interruttore elettrico azionato da una lieve forza fisica, attraverso l'uso di un meccanismo a punto di ribaltamento, a volte detto meccanismo sovracentrato.

## Storia
Tale tipologia di interruttore venne inventata negli USA da Phillip Kenneth McGall nel 1932 a Freeport, e registrato con brevetto da questi mentre lavorava come dipendente presso la Burgess Battery Company. Nel 1937 W.B. Schulte, a sua volta dipendente di McGall, creò una impresa detta MICRO SWITCH. L'azienda ed i diritti sul marchio appartengono alla Honeywell Sensing and Control dal 1950. Il nome divenne successivamente un termine generico per identificare una vasto tipo di interruttori a funzionamento simile e altre aziende oltre alla  Honeywell producono tali componenti.

## Descrizione e funzionamento
La commutazione avviene in modo affidabile in posizioni specifiche e ripetibili dell'attuatore, il che non è necessariamente vero per altri meccanismi. Sono molto comuni a causa del basso costo e della durata elevata, superiore a 1 milione di cicli e fino a 10 milioni di cicli per i modelli per impieghi gravosi, anche se tale durabilità è una conseguenza naturale del design.
La caratteristica che definisce i microinterruttori è che un movimento relativamente piccolo sul pulsante dell'attuatore produce un movimento relativamente grande sui contatti elettrici, che avviene ad alta velocità (indipendentemente dalla velocità di attuazione). I progetti di maggior successo presentano anche isteresi, il che significa che una piccola inversione dell'attuatore non è sufficiente per invertire i contatti; ci deve essere un movimento significativo nella direzione opposta. Entrambe queste caratteristiche aiutano a ottenere un'interruzione pulita e affidabile del circuito commutato.